# Silje Vige
Silje Vige, född 24 maj 1976 i Jørpeland, är en norsk sångerska. Hon är mest känd för att som sextonåring ha representerat Norge i Eurovision Song Contest 1993 med sången "Alle mine tankar" (framförd på nynorska). Hon hamnade på en femteplats (av 25) med 120 poäng. Sången är skriven av hennes far, Bjørn Erik Vige, som var gitarrist i Ryfylke Visegruppe. Året efter gav hon ut ett album på Kirkelig Kulturverksted med låtar skrivna av hennes far. Idag arbetar Vige som musiklärare på Strand Kulturskole i hemstaden Jørpeland, men har även studerat vid folkemusikkstudiet på Rauland i Telemark fylke.

## Diskografi
Singlar
- "Alle mine tankar" (1993)

Studioalbum
- Alle mine tankar (1994)